# Speocera microphthalma
Speocera microphthalma är en spindelart som först beskrevs av Simon 1892.  Speocera microphthalma ingår i släktet Speocera och familjen Ochyroceratidae.
Artens utbredningsområde är Filippinerna. Inga underarter finns listade i Catalogue of Life.